# Zwang (Rapper)
Zwang (* 1981 in Berlin) ist ein deutscher Rapper aus Berlin-Steglitz.

## Biografie
Mitte der 1990er Jahre begann Zwang, erste Freestyle-Sessions zu organisieren. Daneben war er auch als Rapper aktiv. Seit etwa 1998 rappte er – zuerst auf Ami-Beats – eigene Texte. So entstanden Zusammenarbeiten mit dem Produzenten Wirer Oner und Rapper Serk. Mit diesem nahm Zwang auch einige Songs für eine gemeinsame EP auf, welche jedoch nie erschien. Stattdessen wurden diese Songs auf verschiedenen Tonträgern veröffentlicht. Zwang war in der Folgezeit unter anderem auf Orgi Pörnchen 2 von King Orgasmus One vertreten. Seit 2005 steht er beim Raplabel Maintheme Records unter Vertrag, wo er auch sein erstes Soloalbum Die Strassen der Hauptstadt, das am 18. November 2005 erschien, veröffentlichte. Am 20. März 2009 folgte das Release des Nachfolgers Rückendeckung. Textlich rappt Zwang hauptsächlich persönliche Inhalte, welche oft durch Ironie und Wortwitz bestechen. Auf dem Album ist neben Zwang auch G-Hot, Serk, She-Raw, Fernandez, King Orgasmus One, Sha-Karl und König Quasi vertreten. 

## Diskografie
- 2005: Die Straßen der Hauptstadt
- 2009: Rückendeckung
- 2015: Am Corner